# أيه بي في دي (علاج)
ABVD هو أحد نظم العلاج الكيميائي، ويستخدم خطًا علاجيًا أولًا في لمفوما هودجكين. وهو يتكون من أدوية العلاج الكيميائي التالية:
- أدريامايسين ومنه أخذ الحرف A في اسم التدبير العلاجي (يسمى أيضا دوكسوروبيسين/هيدروكسيدونروبيسين, ومنه أخذ الحرف H في تدبير CHOP)
- بليومايسين ومنه أخذ الحرف B.
- فينبلاستين ومنه أخذ الحرف V.
- داكاربزين ومنه أخذ الحرف D.